# Radical Dreamers: Nusumenai Hōseki
Radical Dreamers é um jogo eletrônico produzido pela Squaresoft para o Satellaview. Ele é o segundo jogo da série Chrono, da qual também fazem parte os jogos Chrono Trigger e Chrono Cross. Só foi lançado oficialmente no Japão, mas foi posteriormente traduzido para a língua inglesa pela DemiForce e a IPS foi disponibilizada na Internet. O site Central de Traduções, que já não existe mais, tinha um projeto de traduzir o jogo para o português, mas o mesmo foi cancelado, devido ao estado do site.
Nesse jogo, três aventureiros tentam entrar na Viper Manor, a mansão do antagonista Lynx, para roubar uma relíquia conhecida como Frozen Flame. Tudo no jogo é narrado por Serge, um bardo. Ele é acompanhado por Magil, um misterioso mago mascarado que costuma se esconder nas sombras, e Kid, uma jovem ladra que está atrás da Frozen Flame e que procura se vingar de Lynx, por questões pessoais que serão reveladas conforme o jogador vai progredindo na trama.
A história se passa cronologicamente depois de um dos finais alternativos de Chrono Trigger. O enredo de Radical Dreamers foi usado como base para a criação de Chrono Cross, sendo que os dois têm muitas semelhanças. Ambos se passam em dimensões paralelas segundo explicado em Chrono Cross.
O jogo tem um estilo incomum entre os RPGs eletrônicos. Ele é baseado puramente em textos. O jogador deve literalmente ler o jogo e escolher sua próxima ação entre as opções disponíveis. Nesse ponto, Radical Dreamers se assemelha muito a Aventuras Solo. 
As músicas do jogo foram compostas por Yasunori Mitsuda, o mesmo compositor de Chrono Trigger. As músicas são bem ambientais, dando uma boa atmosfera para o jogo. Há faixas que foram reutilizadas em Chrono Cross, como Gale e Snakebone Mansion, por exemplo.

Após o término da história principal, é desbloqueado histórias alternativas, criadas por outros integrantes da produção. 